# Yngve Ekström (präst)
Filip Yngve Georg Ekström, född den 8 februari 1904 i Kung Karls församling, Västmanlands län, död den 30 januari 1984 i Västra Vingåkers församling, Södermanlands län, var en svensk präst.
Ekström avlade studentexamen i Eskilstuna 1923. Han blev student vid Uppsala universitet 1924 och avlade teologisk-filosofisk examen där 1926. Ekström blev student vid Lunds universitet 1927 och avlade teologie kandidatexamen där samma  år samt praktiskt teologiskt prov i Uppsala 1928. Efter prästvigningen var han vice pastor på olika platser 1928–1931, varefter han blev 2:e komminister i Västra Vingåkers församling 1931. Ekström blev 1:e komminister där 1939, kyrkoherde 1954 och prost i Oppunda västra kontrakt 1956 (i det sammanslagna Oppunda kontrakt 1962). Han var ordförande i skolstyrelsen 1938–1951. Ekström satt även i kyrkogårdsnämnden, barnavårdsnämnd och familjebidragsnämnden.  Han var styrelseledamot i föreläsningsföreningen och i stiftelsen Kjesäters folkhögskola. Ekström var ledamot av 1963, 1968 och 1970 års kyrkomöten och av Strängnäs domkapitel 1963–1971. Han var kyrkobokföringsinspektör från 1946. Ekström blev ledamot av Nordstjärneorden 1958.